# Aude Aguilaniu
Aude Aguilaniu (Bonneville, 10 april 1988) is een van origine Frans alpineskiër, gespecialiseerd in skicross. 

## Levensloop
Ze kwam 5 jaar uit voor het nationale team van Frankrijk. Vervolgens skiede ze een jaar in de Verenigde Staten, in Salt Lake City. In 2011 keerde ze terug naar Frankrijk en in 2012 naturaliseerde ze zich tot Belgische. Op 17 januari 2014  brak ze bij een valpartij in de kwartfinales van de Wereldbekermanche skicross in het Franse Val Thorens haar scheenbeen waardoor ze niet naar de Olympische Winterspelen van 2014 kon.